# Łukasz Kretkowski
Łukasz Kretkowski herbu Dołęga (zm. 7 listopada 1603 roku) – kasztelan brzeskokujawski.
Syn Grzegorza (zm. 1586), wojewody brzeskokujawskiego i Katarzyny Russockiej, córki Mikołaja, kasztelana biechowskiego. Ożenił się z Barbarą Drzewicką (zm. 1622). Z małżeństwa urodziło się sześcioro dzieci: Andrzej (zm. 1643) wojewoda brzeskokujawski, Grzegorz, Erazm (1595-1639) oficjał generalny krakowski, Jan (zm. 1631) jezuita, Łukasz (zm. 1640) i Marianna późniejsza żona Stanisława Ligęzy, starosty opoczyńskiego.
Od 1587 roku chorąży brzeskokujawski. W czasie elekcji 1587 roku głosował na Zygmunta Wazę. W latach 1589–1603 pełnił urząd kasztelana brzeskokujawskiego.
Poseł województwa brzeskokujawskiego na sejm 1569 roku (podpisał akt unii), sejm 1572 roku, sejm koronacyjny 1576 roku. Na drugim sejmiku ziemi dobrzyńskiej wybrany dodatkowym posłem na sejm koronacyjny 1574 roku (miał jedynie uczestniczyć w koronacji i nie wtrącać się do obrad sejmu).